# Hanstein (Adelsgeschlecht)

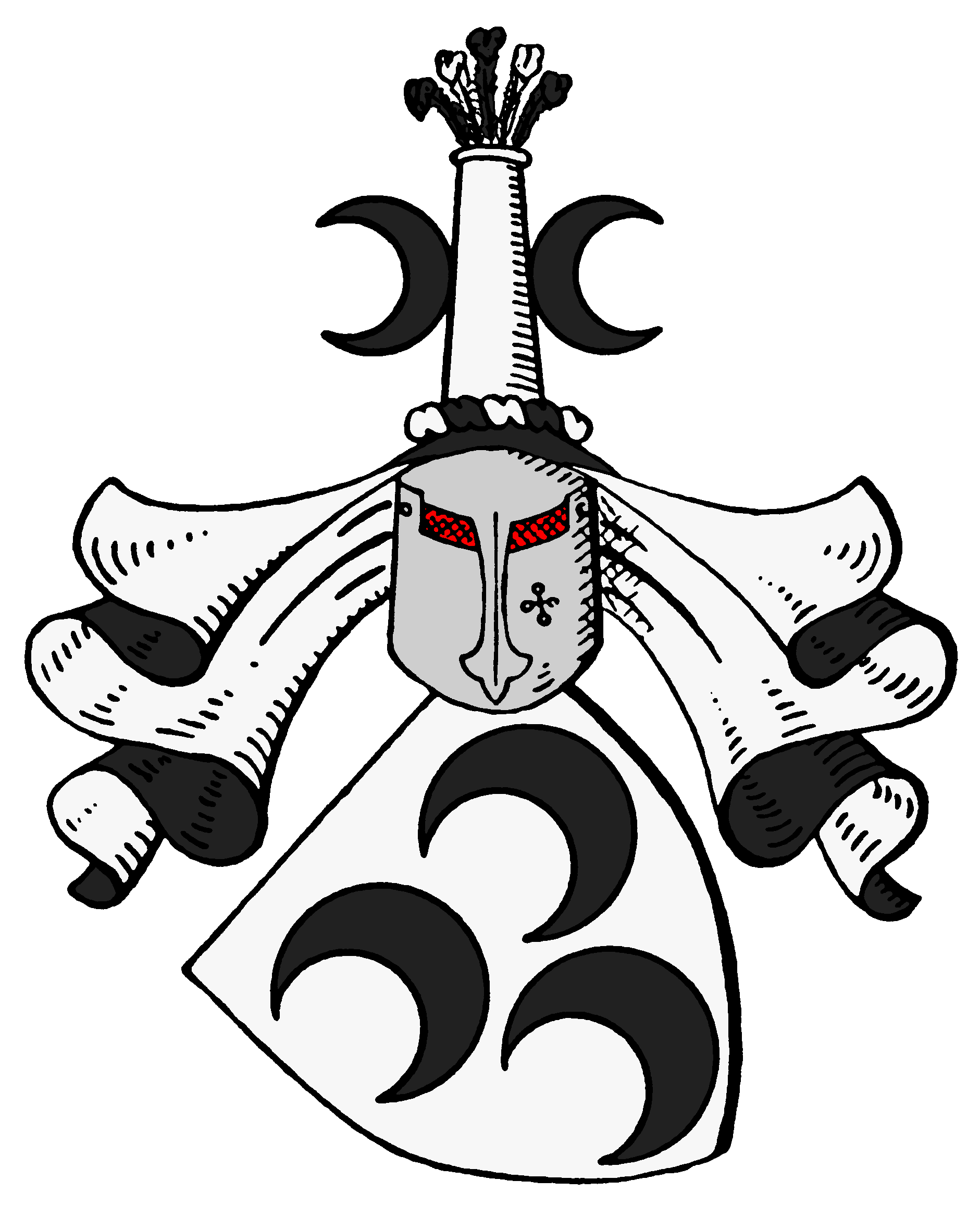
Wappen derer von Hanstein

Hanstein ist der Name eines alten Adelsgeschlechts aus dem Eichsfeld. Später gelangten die Herren von Hanstein auch in Hessen, Thüringen und Pommern zu Besitz und Ansehen. Zweige der Familie bestehen bis heute.

## Geschichte

### Herkunft

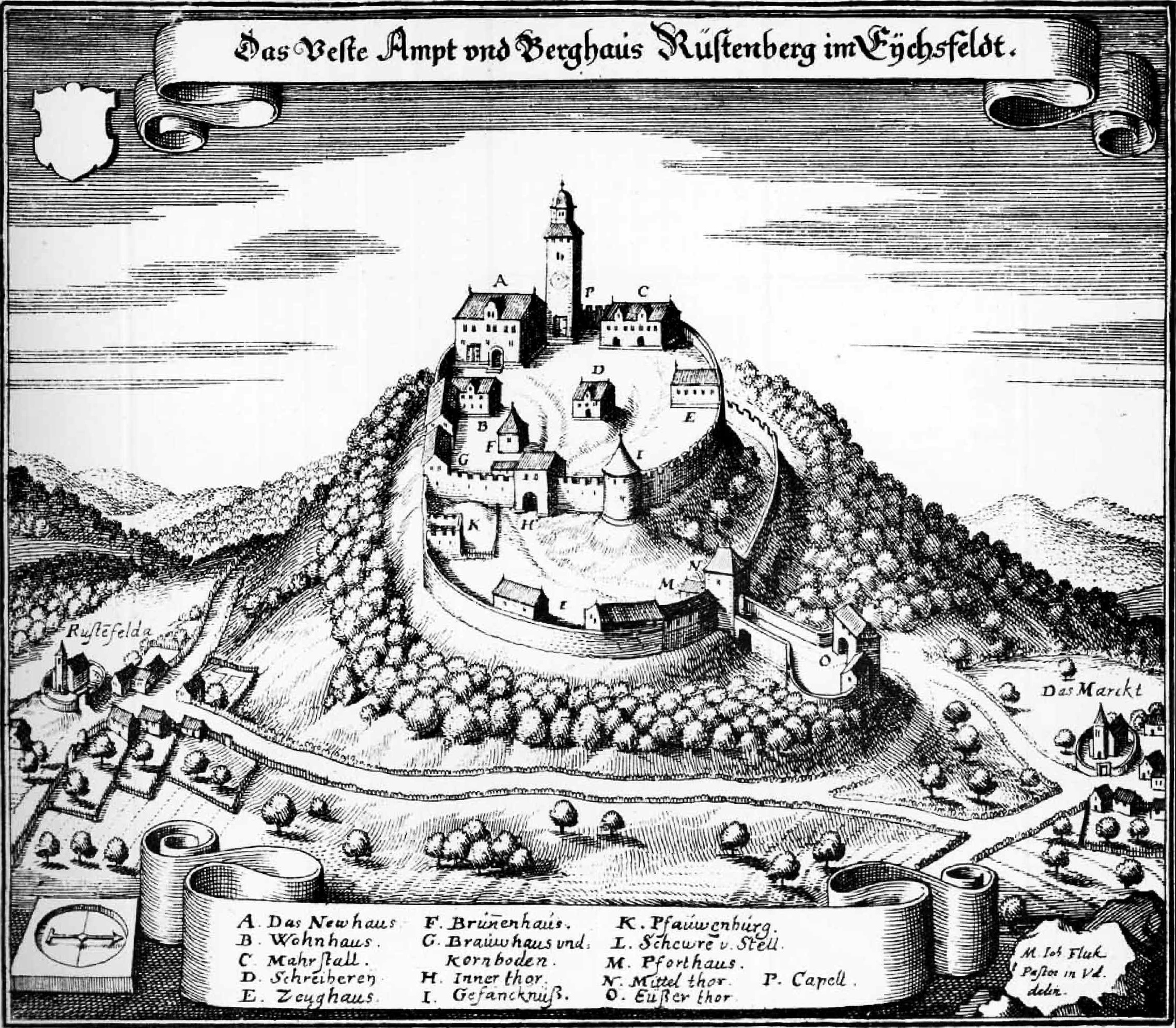
Zu Rusteberg besaßen Angehörige der Familie ursprünglich das Amt des Vicedominus der Mainzer Erzbischöfe

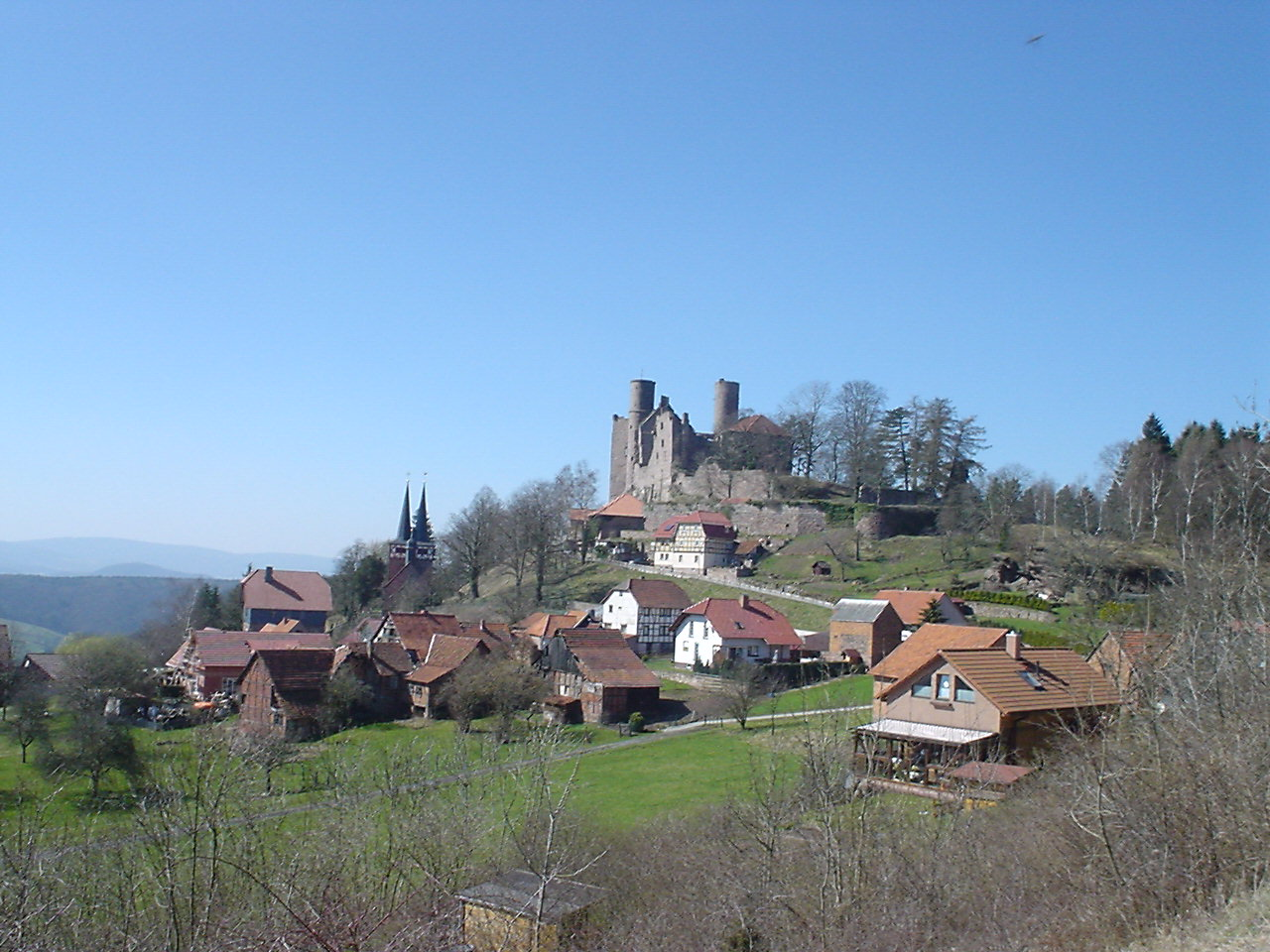
Burg Hanstein, der spätere, namensgebende, Stammsitz

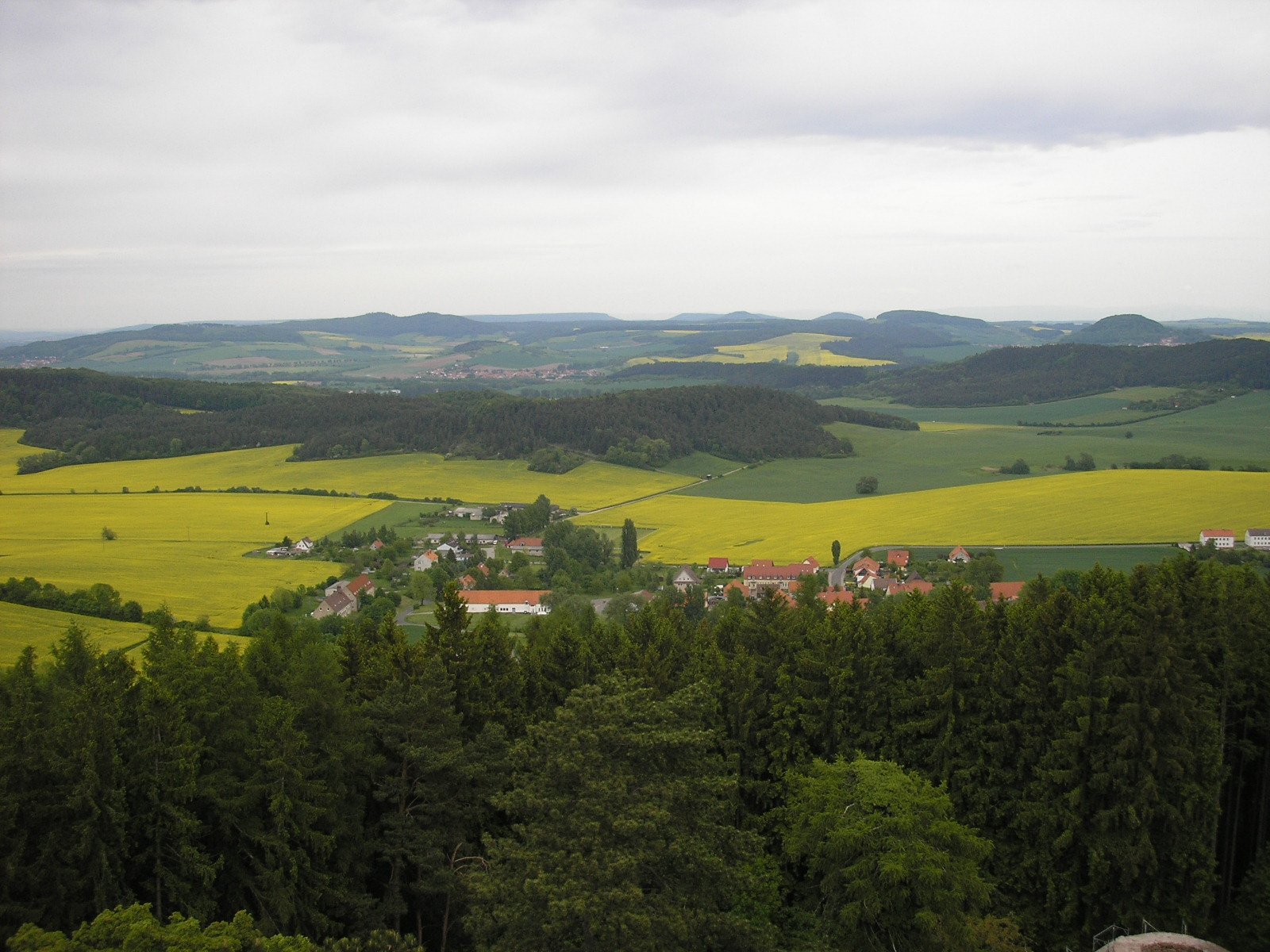
Blick von der Burg Hanstein über Bornhagen in das Obere Leinetal

Erstmals erwähnt wird die Familie im Jahre 1122 mit „Lamberdus vicedominus“ in Rusteberg als Zeuge in einer Urkunde des Erzbischofs von Mainz für das Kloster Hasungen. Ein weiterer früher Angehöriger des Geschlechts war „Theodorico vicedomino“ in Apolda, erzbischöflich Mainzer Ministerialer, der 1171 urkundlich erscheint. Er wird dort als Sohn von „Heidenrico vicedomino“ in Rusteberec und Bruder des „Helmwico“ genannt. Ein Helwig (1196 bis 1203 Vizedom auf dem Rusteberg) verkauft dem Katharinenkloster Eisenach die „Alte Burg“ bei Heiligenstadt, einige Güter in Geisleden und eine halbe Hufe nebst Hof in Uder, die Äbtissin Adelheid verkauft es 1241 wieder an den Vizedom Heidenreich. Am 31. Dezember 1235 und am 1. Januar 1236 zu Hasungen erscheinen „Theodericus vicedominus de Rustberge“ und „Heithenricus de Hanenstenge“, Bruder von „Geismar“, urkundlich. Mit „Heithenricus“, der sich als erster von Hanstein nennt, beginnt die Stammreihe.
Burg Hanstein, der gleichnamige Stammsitz der Familie, liegt bei Bornhagen im heutigen thüringischen Landkreis Eichsfeld. Die Burg war ursprünglich im Besitz der Grafen von Northeim. Sie gelangte 1209 an die Erzbischöfe von Mainz, die sie den Enkeln von Heithenricus, Heinrich dem Älteren und Lippold, 1308 mit allem Zubehör als Mannlehn übertrugen.
Ob die Herren von Hanstein und Bodenhausen mit dem rheinhessischen Adelsgeschlecht von Saulheim stammesverwandt sind, ist nicht geklärt. Alle drei Adelsfamilien verwendeten das gleiche Wappen und waren im 12. Jahrhundert Bedienstete oder Ministerialen der Mainzer Erzbischöfe, die Hansteiner auf Burg Rusteberg, die Bodensteiner auf Burg Bodenhausen und die Saulheimer im Rheingebiet.

### Ausbreitung und Linien
Heinrich starb ohne Nachkommen, doch konnte Lippold den Stamm fortsetzen. Seine Enkel, Lippold der jüngere und Dittmar, wurden die Begründer der beiden Hauptlinien des Geschlechts, der Lippolds- oder Besenhauser Linie, benannt nach dem gleichnamigen Gut bei Friedland, und der Dittmars- oder Ershauser Linie, benannt nach dem heutigen Ortsteil von Schimberg.
Die Lippolds-Linie teilte sich in einen älteren und einen jüngeren Ast. Caspar († 1603), Sohn Lippolds und Nachkomme in der 6. Generation von Lippold, dem Stifter dieser Linie, war Oberaufseher in der Grafschaft Henneberg und begründete den älteren Ast. Ein weiterer Sohn Lippolds, Melchior, wurde Stifter des jüngeren Astes. Die Dittmars-Linie bildete ebenfalls zwei Äste, die von den Söhnen von Heinrich von Hanstein, Nachkomme Dittmars in der 4. Generation, begründet wurden. Den ersten Ast teilten die Söhne von Georg Thilo von Hanstein († 1632), Jobst Dietrich und Georg Burchard, in zwei Zweige. Georg Burchard von Hansteins Urenkel Otto, Werner und Heinrich von Hanstein teilten dann den zweiten Zweig in drei weitere Äste.
Um die Mitte des 16. Jahrhunderts hatten die Mitglieder der Familie die Burg Hanstein verlassen und sich in deren Umgebung angesiedelt. So entstanden die Adelssitze und Rittergüter zu Bornhagen, Ober- und Unterstein, und Besenhausen (vor 1307–1896), die Güter in Wahlhausen und Werleshausen an der Werra, Rothenbach sowie die entfernteren Besitzungen zu Ershausen und Wiesenfeld. Später konnte auch Grundbesitz in den Herzogtümern Sachsen-Weimar (Schloss Oberellen) und Sachsen-Meiningen (Henfstädt) und im Fürstentum Anhalt erworben werden, so 1620 das Gut Einberg (Rödental). In jüngerer Zeit waren Angehörige in Pommern im Landkreis Stolp und in Ostpreußen begütert. Im Königreich Hannover gehörten sie wegen des Besitzes eines Gutes in Friedland zum landsässigen Adel der Göttingischen Landschaft.
Bereits im 18. Jahrhundert gehörten die Herren von Hanstein zur Reichsritterschaft im Rheinischen Ritterkreis. Ende des 17. bis Anfang des 18. Jahrhunderts waren sie auch im Ritterkanton Rhön-Werra des fränkischen Ritterkreises immatrikuliert.
Ein Familienverband besteht seit 1447.

### Standeserhebungen
- Erhebung in den Reichsfreiherrnstand am 10. Juli 1706 in Wien für Johann von Hanstein, Generaladjutant der Generalstaaten der Vereinigten Niederlande.
- Erhebung in den Grafenstand für Alexander von Hanstein 1826.
- Preußischer Freiherrenstand am 31. Januar 1840 in Berlin für Karl von Hanstein, kurfürstlich hessischer Staatsminister und Gutsbesitzer auf Unterstein und Bornhagen.
- Preußischer Freiherrnstand (ad personam/nur für die eigene Person) am 25. September 1843 für den königlich preußischen Premierleutnant Adalbert von Hanstein.
- Sachsen-Meiningensche Anerkennung des Freiherrenstandes am 16. Februar 1891 in Meiningen für Albert von Hanstein, Gutsbesitzer auf Henfstädt.
- Präsentationsrecht zum Preußischen Herrenhaus ab 10. Juni 1908.

### Graf von Pölzig
Die von Alexander Freiherr von Hanstein (1804–1884) aus Coburg begründete, seit 1826 gräfliche Linie, erlosch 1903. Alexander war der Stallmeister von Herzog Ernst I. von Sachsen-Coburg-Saalfeld und hatte eine Affaire mit Luise von Sachsen-Gotha-Altenburg, der jungen Frau von Herzog Ernst. Nach dem Bekanntwerden musste Luise das Herzogtum 1824 verlassen und bekam dafür das Fürstentum Lichtenberg zugeteilt. Alexander folgte ihr. Nach dem Tod von Herzog Friedrich IV. wurde Luise Alleinerbin des Hauses Sachsen-Gotha-Altenburg, verzichtete aber auf ihre Ansprüche und wurde dafür zur Fürstin von Lichtenberg erhoben. Am 31. März 1826 erfolgte ihre Scheidung von Herzog Ernst. Alexander wurde zur Schaffung der standesmäßigen Voraussetzungen für eine Ehe mit Luise am 19. Juli 1826 von Herzog Friedrich von Sachsen-Altenburg in den Grafenstand erhoben. Ihm wurde die kleine, zwischen Gera und Altenburg gelegene Grafschaft Pölzig und Beiersdorf zugeteilt. Als Gegenleistung für die Grafschaft und den Grafentitel musste er seine eigenen Landgüter an Herzog Ernst abgeben. Die am 18. Oktober 1826 in St. Wendel geschlossene Ehe zwischen Alexander Graf von Pölzig und Luise Herzogin von Sachsen-Gotha-Altenburg blieb kinderlos. Nach dem Tod von Luise (30. August 1831) kam das Fürstentum zurück an Herzog Ernst und Alexander heiratete am 18. April 1833 die 21-jährige Marie Therese von Carlowitz aus Greiz. Aus der Ehe gingen zwei Töchter und ein Sohn hervor.

### Eine „legitimierte“ Linie
Nach Überlieferung besteht zudem eine Verwandtschaft zu einer Linie, die schon über mehrere Generationen das Wappen des gleichnamigen Uradelsgeschlechts führte. Der Stammvater dieses Zweiges Franz Hanstein († 1637) war Beamter beim Mühlenamt zu Braunschweig und angeblich ein Sohn von Kurt von Hanstein († 1599) zu Witzenhausen und Frielingen. Eine preußische Adelsanerkennung durch Allerhöchste Kabinettsorder als von Hanstein erfolgte am 12. Februar 1855 zu Berlin für den preußischen Major außer Dienst Emil Hanstein. Seinem Bruder Hermann Hanstein, Maler, wurde am 26. Februar 1870 zu Berlin, seinem Bruder Johannes Hanstein, Universitätsprofessor, am 18. Mai 1881 zu Berlin, seinem Bruder Ludwig Hanstein, Pfarrer am Invalidenhaus, am 13. August 1880 zu Babelsberg und seinem Bruder Wolfgang Hanstein, Oberpfarrer und Superintendent außer Dienst, zusammen mit der Schwester Marie Hanstein am 18. Mai 1881 der Adel anerkannt.

## Rittergüter

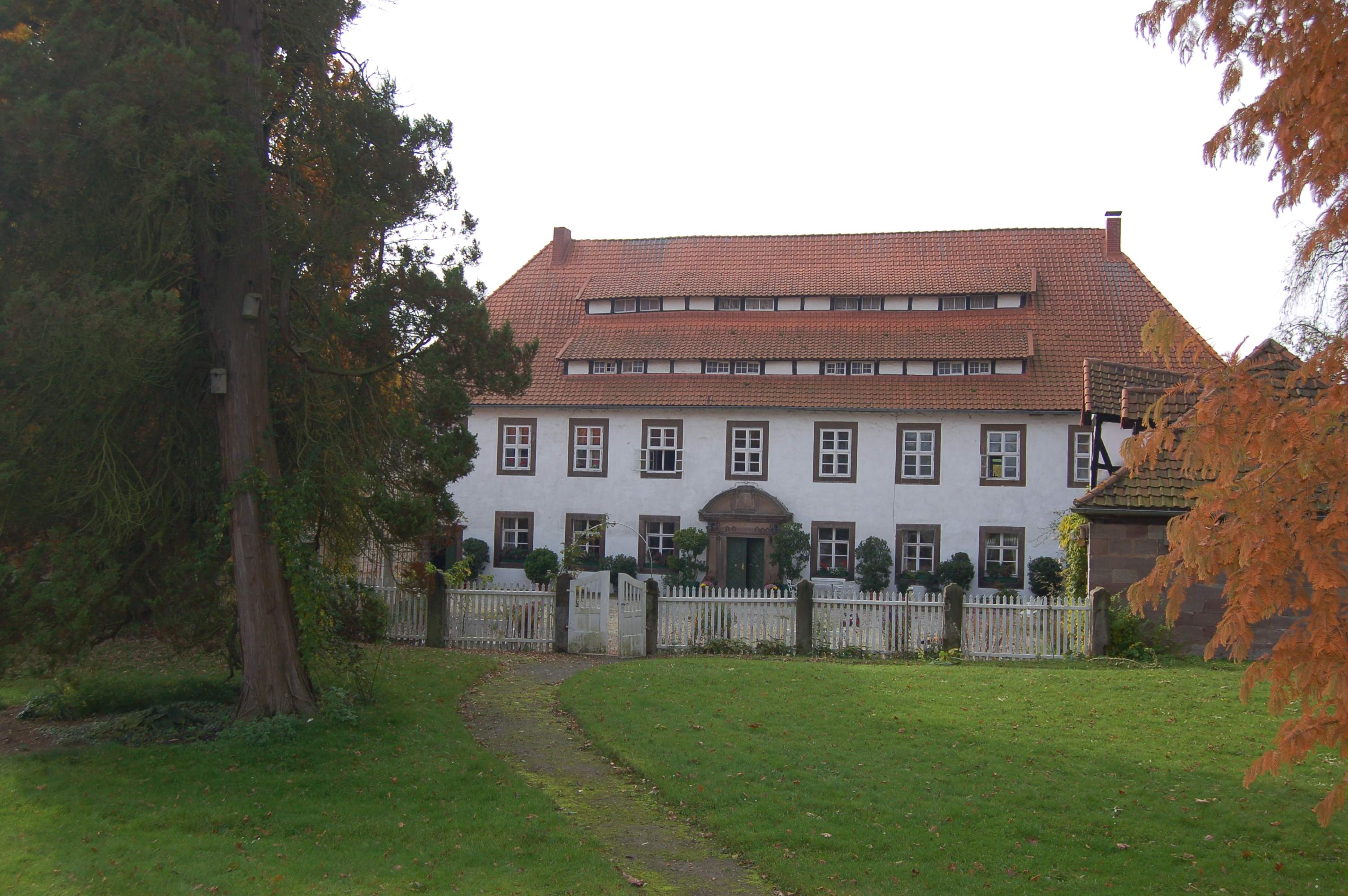
Das Rittergut Besenhausen (seit 1362 im Besitz der Familie)

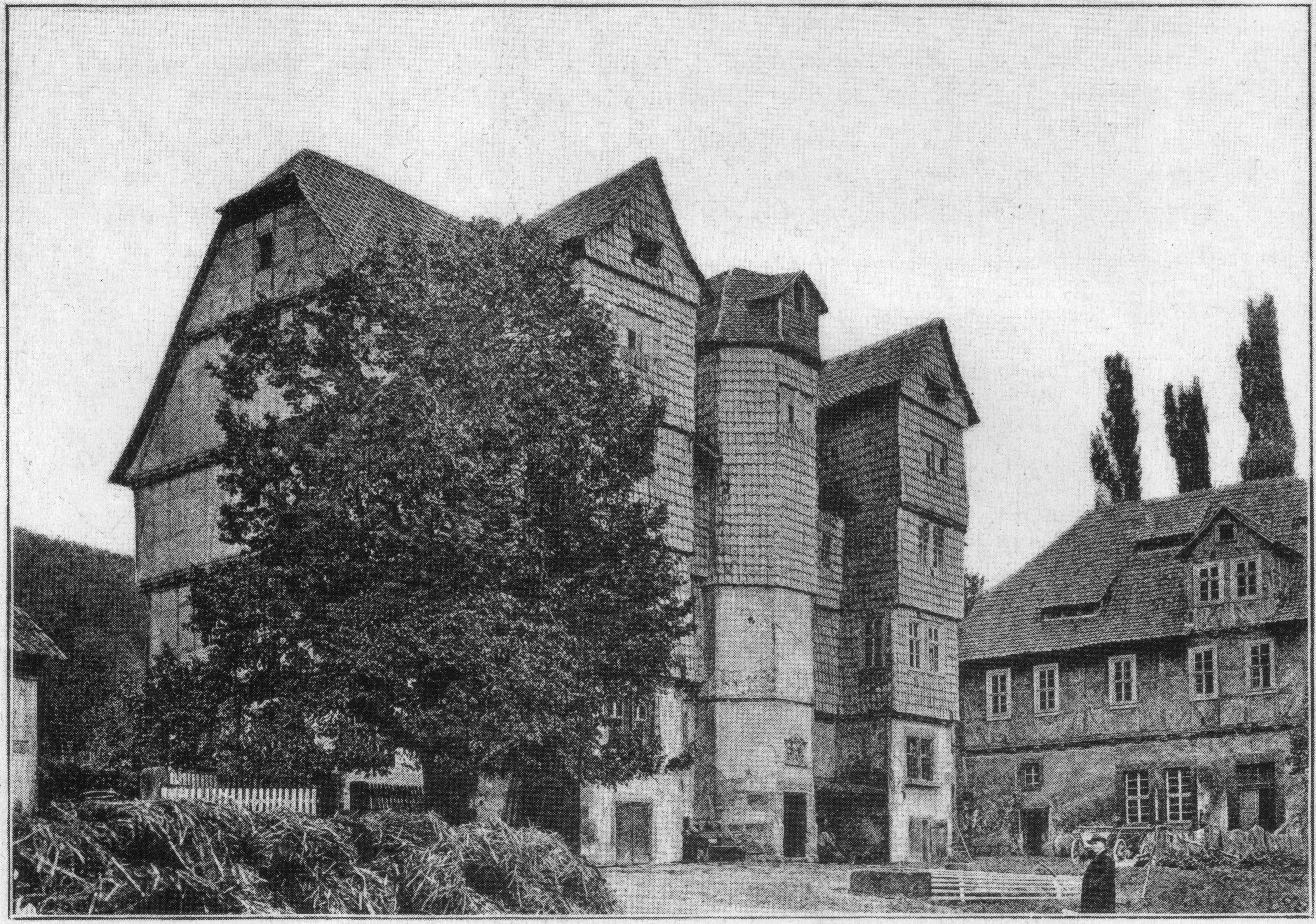
Das Rittergut Oberstein um 1904

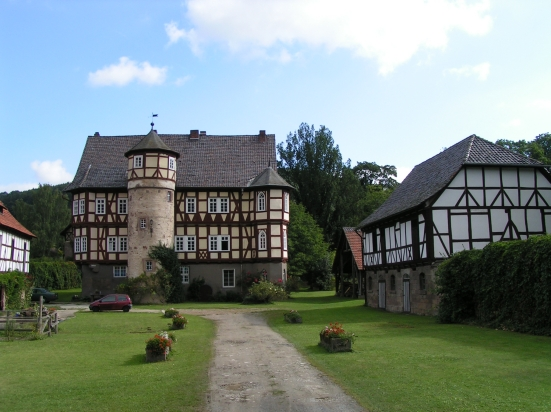
Der Gutshof in Werleshausen, 1556 von den Herren von Hanstein nach einem Brand neu errichtet

Mit Verlust der Verteidigungsfunktion der Burg Hanstein im ausgehenden Mittelalter und der beengten Wohnverhältnisse für die Familien derer von Hanstein wurde die Burg Anfang des 16. Jahrhunderts verlassen und die einzelnen Familien ließen sich in bereits in einigen Dörfern bestehenden Gütern nieder oder errichteten neue Rittergüter und Herrensitze. Nachfolgend eine Auflistung der Herrensitze und Güter derer von Hanstein im Eichsfeld:
- Besenhausen (1362-heute)
- ehem. Klostergut Beuren (1808-)
- Bornhagen (7 Edelsitze): (Bornhof, Junkerhof, zwei Koburger Höfe, Ratshof, Steinscher Hof, Unterhof)
- Dietzenrode (1366 bis 1814)
- Ershausen Oberhof und Unterhof (1476-)
- Fretterode (1364–1814)
- Geismar (1380–1814)
- Großtöpfer
- Hohengandern (1486-)
- Lenterode
- Lindewerra
- Ober- und Unterstein (1373–1945)
- Rothenbach (1362–1945)
- Rumerode (1306-)
- Sickerode
- Wahlhausen (3 Güter): (1291), Unterhof bis 1945, Oberhof
- Werleshausen
- Wiesenfeld (1380–1818)

## Wappen

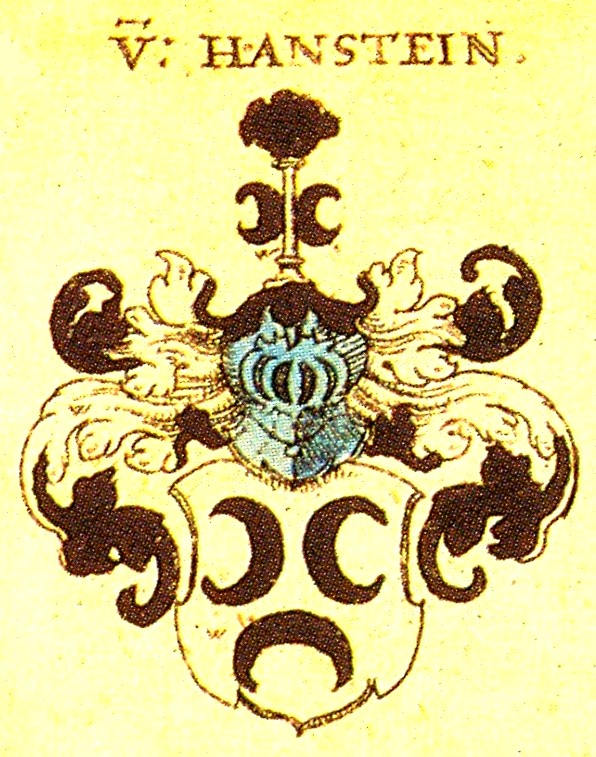
Wappen in Siebmachers Wappenbuch 1605

### Stammwappen
Blasonierung des Stammwappens: In Silber drei (2:1) zunehmende schwarze Mondsicheln. Auf dem silbern-schwarz bewulstetem, hersehendem Topfhelm (auf gelehntem Schild) mit schwarz-silbernen Decken eine wachsende, oben mit drei schwarzen und zwei silbernen Hahnenfedern wechselnd besteckte, konische, silberne Säule, seitlich besteckt mit einer zunehmenden und abnehmenden, schwarzen Mondsichel.
Für das Wappen in Siebmachers Wappenbuch von 1605 lautet die Blasonierung: „In Silber drei (2/1) schwarze Mondsicheln, zunehmend, abnehmend und schwebend. Auf dem hersehenden blauen Spangenhelm mit schwarz-silbernen Decken eine oben mit fünf schwarzen Federn besteckte, runde silberne Säule mit Sockelwulst, seitlich besteckt mit einer zunehmenden und abnehmenden, schwarzen Mondsichel.“
Aufgrund der Wappenähnlichkeit ist eine Stammesverwandtschaft mit den von Bodenhausen aus dem nahe gelegenen Bodenhausen bei Göttingen wahrscheinlich.

### Orts- und Gemeindewappen
Elemente aus dem Wappen der Familie Hanstein, die drei Mondsicheln, erscheinen noch heute in einigen thüringischen und fränkischen Kommunalwappen.

Wappen der Gemeinde Wahlhausen
Wappen der Gemeinde Hohengandern
Wappen der Stadt Rödental
Wappen der Gemeinde Bornhagen

## Bekannte Familienmitglieder
- Helwig (1139), Stadtvogt in Heiligenstadt (wahrscheinlich aus dem Geschlecht derer von Hanstein)[9]
- Heinrich I. von Rusteberg (um 1200–1257), Bischof von Hildesheim[10]
- Lupold von Hanstein (um 1240–1316), Propst von Nörten[11]
- Burghard von Hanstein (um 1500–1585), Propst des St. Martinstiftes in Heiligenstadt, Förderer der Reformation[11]
- Ludwig von Hanstein, Abt im Kloster Helmershausen (1510) und in Hersfeld (1515)[12]
- Anna von Hanstein (gest. 1575), Äbtissin im Kloster Anrode (1556–1575)[11]
- Conrad von Hanstein († 1553), kaiserlicher Offizier mit prachtvollem Grabdenkmal in der Katharinenkirche Oppenheim

I. Linie (Lippolds Linie)
- Friedrich von Hanstein (1749–1818)
  - Alexander von Hanstein (1804–1884), ab 1826 Graf von Pölzig und Beyersdorf, Ehemann von Luise von Sachsen-Gotha-Altenburg

I. Linie, 1. Ast, 1. Zweig, 1. Haus Bornhagen
- Hans von Hanstein (1883–1975), Generalmajor der Infanterie, General der Technische Truppen

II. Linie, 1. Ast, 1. Zweig (Freiherrlicher Zweig)
- Carl Philipp Emil von Hanstein (1772–1861), Hessischer Regierungspräsident und Minister des Inneren
  - August von Hanstein-Knorr (1803–1878), hessischer Staatsrat
  - Edmund von Hanstein (1808–1887), preußischer Generalleutnant
    - Karl von Hanstein (1845–1919), preußischer Generalleutnant
    - Max von Hanstein (1850–1931), preußischer Generalleutnant
    - Thilo von Hanstein (1857–1922), preußischer Generalleutnant

II. Linie, 1. Ast, 4. Zweig
- Ernst Friedrich Carl von Hanstein (1735–1802), preußischer Generalleutnant
  - Haus Schmolzin: Heinrich August von Hanstein (1787–1857)
    - Lebrecht Reinhold Moritz von Hanstein (1819–1876), preußischer Generalmajor
      - Friedrich Bernhard Moritz von Hanstein (1858–1936), preußischer Generalmajor

II. Linie, 1. Ast, 2. Zweig, 1. Haus
- Friedrich Adolf Heinrich Christian Franz von Hanstein (1771–1838)
  - Karl von Hanstein (1809–1877), preußischer Generalmajor

II. Linie, 2. Ast, 2. Zweig
- Sittig von Hanstein (1837–1904), preußischer Verwaltungsbeamter und Mitglied im preußischen Herrenhaus
  - Carlo von Hanstein (1875–1936)
    - Fritz Huschke von Hanstein (1911–1996), Motorsportler und Vizepräsident der Automobilsportkommission

Braunschweiger Seitenlinie, 2. Zweig
- Ernst August Wolfgang Hanstein (1725–1801), Kriminalrat und Justizkommissar
  - Gottfried August Ludwig Hanstein (1761–1821), Probst von Köln, Probst und Oberkonsistorialrat in Berlin
    - Wilhelm Hanstein (1811–1850)

  - Johann Friedrich Ernst Hanstein (1765–1843)
  - Johann August Ludwig Hanstein (1772–1830), Oberprediger an der Nicolaikirche in Potsdam
    - Emil Hanstein (1805–1892) (ab 1855 von Hanstein), Major
      - Johannes Emil Werner Karl von Hanstein (1841–1898), Generalmajor

    - Wolfgang Hanstein (1807–1885) (ab 1881 von Hanstein), Oberpfarrer und Superintendent
    - Hermann Hanstein (1809–1878), Maler in Berlin und Düsseldorf (ab 1870 von Hanstein)
    - Ludwig Karl Hanstein (1812–1905) (ab 1880 von Hanstein), Pfarrer am Invalidenhaus
      - Lucie von Hanstein (1835–1923)

    - Marie von Hanstein (1820–1882), Schriftstellerin[13] (ab 1881 von Hanstein)
    - Johannes Hanstein (1822–1880), Botaniker (ab 1881 von Hanstein)
      - Adalbert von Hanstein (1861–1904), Dichter und Schriftsteller, Privatdozent an der Technischen Hochschule Hannover
        - Wolfram von Hanstein (1899–1965), Schriftsteller, Politfunktionär und Geheimagent der DDR in der Bundesrepublik Deutschland

      - Otfrid von Hanstein (1869–1959), Schriftsteller ∞ Paula von Hanstein (1883–1966), Schriftstellerin

## Adliges Gericht Hanstein
Nach Inbesitznahme der Burg Hanstein durch die Herren von Hanstein wurden sie zunächst nur Besitzer der Burg und des dazugehörigen Marktes (Rimbach) und die Gemarkung von Bornhagen und einen Teil vom Höheberg. Die Hansteiner konnten ihren Einfluss aber weiter ausdehnen, bis schließlich im 16. Jahrhundert über 20 Dörfer und Güter zum Gerichtsbezirk Hanstein gezählt wurden: von Arenshausen im Nordwesten, Thalwenden im Nordosten, Wiesenfeld im Südosten und Werleshausen im Südwesten. Weitere heute nicht mehr existierende Orte (Schelmerode, Hottenrode, Bösenrode Friedrichshausen und andere) gehörten ebenfalls der Familie von Hanstein. In weiteren Dörfern besaßen sie Güter und Rechte (z. B. in Siemerode, Ershausen, Geismar). Mit den Lehnsbriefen der Kurmainzer Landesherren, sowie hessischen (über Wüstheuterode) und braunschweigischen Lehnsbriefen erhielt die Familie von Hanstein auch die Gerichtsbarkeit.
Gerichtsort war die Burg selbst wohl nie, in dem nordöstlich der Burg gelegenen Dorf Friedrichshausen soll sich eine alte Gerichtsstätte befunden haben, bevor der Ort im 14. Jahrhundert wüst fiel. Im 16. Jahrhundert waren Schwobfeld und Gerbershausen als Gerichtsorte bekannt, im zentral gelegenen Gerbershausen wurde etwa 200 Jahre lang Gericht gehalten, bevor es 1771 nach Wahlhausen verlegt wurde. Ein genauer Standort der Richtstätte oder des Galgens ist schriftlich nicht belegt, nördlich von Bornhagen ist allerdings noch ein Galgenberg bekannt. Die dazugehörenden Gefängnisse befanden sich zunächst auf der Burg Hanstein und in späterer Zeit in den Gerichtsorten Gerbershausen und Wahlhausen. Das Hansteinsche Gesamtgericht unterstand dem 1540 nach Heiligenstadt verlegten Oberlandgericht und wurde durch Kurmainzische Gerichtsordnungen 1541, 1600 und 1779 angepasst. Höchste Instanz war das Oberhofgericht des Erzbischofs von Mainz.
Für die Orte Schachtebich (bis 1734 von Bodenhausen) und Großtöpfer (bis 1465 von Topphere, Belehnung durch Kurmainz 1479) mit Lehna (1496) besaßen die von Hanstein separate Gerichte mit einer Gerichtsstätte und Richtstätte bei Großtöpfer. Die Hansteinsche Gericht bestanden bis zur Eroberung Preußens durch Napoleon im Jahr 1806. 1815 wurden alle drei Gerichte wieder eingerichtet und zum Von Hansteinischen Patrimonialgericht zusammengefasst. Bis 1849 bestand im Rittergut Oberhof in Wahlhausen das Hansteinsche Patrimonial-Gesamt-Gericht, bestehend aus einem Justizamtmann oder Richter, einem Aktuar, je zwei Kanzlisten und Gerichtsboten sowie einem Justiz-Kommissar.